# Meka brtva
Meka brtva je vrsta brtve koja se izrađuje uglavnom od gume, polimernih materijala (teflon, polietilen, polivinilklorid, poliamid), biljnih i životinjskih vlakana, papira, kartona, pluta, grafita, troskine vune i slično. 
Razlikuju se brtve mirujućih i pomičnih spojnih dijelova te dodirne i bezdodirne brtve. Za brtvljenje mirujućih ravnih dijelova (statičko brtvljenje) koriste se dodirne plosnate brtve, a moguće je i brtvljenje bez brtvi ako se naliježne površine kvalitetno obrade. Za mirujuće kružne i cilindrične dijelove uzimaju se prstenovi od gume kružna presjeka, takozvani O-prstenovi i profilne dodirne brtve. Za brtvljenje pomičnih dijelova (dinamičko brtvljenje), na primjer pomičnih poluga i šipki, osovina ili vratila, služe opružni prstenovi, meke stlačive brtve, manšete i profilne brtve. Za takvo brtvljenje služi na primjer simering (po austrijskom izumitelju Waltheru Simmeru, 1888. – 1986.), kojim se brtvi mjesto prodora vratila, osovine i slično kroz kućište; obično je to gumeni prsten s prstenastom oprugom koja se priljubi uz rotirajući dio.

## Materijali za izradu brtava
Glavni izvorni materijali za izradu brtava (brtvila) jesu koža, biljna i sintetska vlakna i njihove prerađevine, pluto, vulkanfiber, troskina vuna, kaučuk, guma, papir, karton i različite plastične mase, grafit i drugi materijali na bazi ugljika, metali i tako dalje. U izradi brtava ovi se materijali često kombiniraju međusobno i s drugim materijalima. 

### Papiri i kartoni
Papiri i kartoni općenito su odviše porozni, da bi se mogli upotrijebiti kao samostalna brtvila. Svojstva im se poboljšavaju impregnacijom uljima, smolama, kaučukovim lateksom. Manje prikladni impregnant za tu svrhu jest firnis, jer čini proizvode neelastičnim.

### Koža
Koža uštavljena kako biljnim tako i kromnim štavilima također je razmjerno porozna. Da bi se učinila nepropusnom za brtvljenje, impregnira se voskovima, smolama i tekućim sintetskim impregnantima. Prednost su joj prilična otpornost prema trošenju, djelovanju masti, benzina, slabim kiselinama i tekućinama koje sadrže sumpor, a za neke svrhe i razmjerno mali koeficijent trenja. Nedostaci kože kao brtvila jesu slaba toplinska postojanost, zbog čega se ne smije upotrijebiti u dodiru s vodenom parom, i velika osjetljivost prema lužinama. Najviše se upotrebljava za izradu manžetnih brtava, i to za niske pogonske temperature. 

### Biljna vlakna
Biljna vlakna (kudjelja, juta, pamuk, drvno vlakno) služe za proizvodnju jeftinih brtava za lakše pogonske uvjete. Pri tome se impregniraju različitim sredstvima (na primjer neoprenom).

### Pluto
Pluto se za izradu brtava upotrebljava u prirodnom stanju ili se melje, pa se od dobivenog brašna izrađuju proizvodi vrućim prešanjem s različitim elastomerima (na primjer proteinskim i sintetskim elastomerima). Glavne prednosti brtava od tih materijala jesu kompresibilnost (stlačivost) bez puzanja i otpornost prema djelovanju ulja (do 120 °C; međutim iznad 70 °C pluto postaje plastično), a za određene svrhe i razmjerno visoki koeficijent trenja. Nedostaci pluta kao brtvila jesu neotpornost na djelovanje kiselina i lužina, korozivni utjecaj na legure aluminija i magnezija i na nehrđajuće čelike. Osim toga pluto ne podnosi visoku temperaturu. Plutene brtve upotrebljavaju se za brtvljenje površina izloženih velikim deformacijama, te među površinama od stakla i keramike. 

### Pust ili filc
Pusteni materijali od prirodnih i sintetskih vlakana služe za dobivanje brtava impregnacijom s različitim vezivima koja ih čine nepropusnim. Kemijski i toplinski vrlo otporne brtve dobivaju se od poliesterskih pustenih materijala impregniranim teflonom.

### Vulkanfiber
Vulkanfiber je umjetna masa od prešanih listova papira močenih u cinkovu kloridu i služi za proizvodnju brtvila u obliku ploča impregniranih ili obloženih elastomerima. Prednosti brtvila od vulkanfibera jesu razmjerna tvrdoća, savitljivost, žilavost i dobra obradivost. Nedostatak vulkanfibera kao brtvila jest njegova higroskopnost i bubrenje upijanjem vode.

### Troskina vuna
Troskina vuna može se u nekim slučajevima upotrijebiti kao toplinski vrlo otporno brtvilo. Međutim, njena upotreba za te svrhe vrlo je ograničena njenom vrlo malom mehaničkom otpornošću. 

### Stakleno predivo
Stakleno predivo impregnirano teflonom je brtvilo koje uz visoku toplinsku ima i potrebnu mehaničku otpornost.

### Azbest
Azbest je štetan materijal za zdravlje, a nekad se dosta upotrebljavao. On nije prikladan za upotrebu kao samostalno brtvilo, jer je porozan, a i mehanička svojstva su mu slaba. Da bi se učinio čvršćim, armirao se na primjer lanenim (za niže temperature) i bakrenim (za više temperature) nitima. Da bi se učinio nepropusnim impregnirao se najčešće elastomerima dobivenih od prirodnih i sintetskih kaučuka. Usprkos navedenim nedostatcima, azbest se vrlo mnogo upotrebljavao za izradu brtava i brtvila, jer je toplinski vrlo otporan. Najpoznatija azbestna brtvila jesu "it ploče", trake, pletenice, a od brtava pleteni prstenovi. Već prema materijalima upotrijebljenim za armiranje i impregnaciju ti su proizvodi do 270 °C. 
Brtvilo takve vrste poznato je pod nazivom klingerit (po prvom proizvođaču, austrijskoj tvornici R. Klinger). Klingerit u različitim svojim oblicima jest smjesa vlaknastog azbesta (od 60 do 90%), gume (od 8 do 12%) i nekih mineralnih dodataka, koji se prešaju u obliku ploča. Može podnijeti razmjerno vrlo visoke temperature, pa se upotrebljava za brtvljenje spojeva u dodiru s vlažnom i pregrijanom vodenom parom pod tlakom, s vrućom vodom, zatim za brtvljenje spojeva u dodiru sa stlačenim (komprimiranim) plinovima, derivatima nafte, kiselinama i uljem.

### Guma
Guma je upotrebljiva kao samostalno brtvilo u velikom broju slučajeva. Glavna je njena odlika što se dade vrlo lako elastično deformirati i time prilagoditi obliku brtvene površine već pod malim pritiscima. Ta i ostala njena mehanička, a i kemijska svojstva zavise od elastomera koji čine njenu temeljnu tvar, i od vrste dodataka, punila i materijala kojima može biti armirana. U pogledu kemijske otpornosti gume kao brtvila, obično se razlikuju tipovi neotporne i otporne gume prema djelovanju derivata nafte. Pod toplinski otpornim gumama podrazumijevaju se otporne na srednje temperature. Naročito su toplinski otporne gume dobivene od silikonskih kaučuka, koje su postojane od - 90 °C do + 250 °C. I ostala svojstva tih guma izuzetno su povoljna. Osim kao samostalno brtvilo, guma je važna i kao sastojak drugih brtvila. Guma se može ubaciti (inkorporirati) u brtvila impregnacijom tih brtvila kaučukom i zatim vulkanizacijom, ali i kao posebna obloga. 

### Plastične mase
Od plastičnih masa za izradu brtvila i brtava upotrebljavaju se mase izrađene na bazi termoplasta, najviše polietilena, polivinilklorida, poliamida. Brtve od tih materijala obično se izrađuju prešanjem ili brizganjem. Pri tome im se mehanička svojstva mogu poboljšati armiranjem metalnim žicama ili tekstilnim predivom. Za primjenu brtvila i brtava od plastičnih masa važno je kakvoj će vrsti opterećenja oni biti izloženi, jer im je čvrstoća veoma zavisna od toga (tako im je na primjer čvrstoća na izmjenično-promjenjivo savijanje svega 15 do 29% od statičke čvrstoće na savijanje, koja se nalazi u granicama od 90 do 120 N/mm2). Osim toga, čvrstoća im je veoma zavisna i od temperature. Zavisnost njihove deformacije od naprezanja nije linearna. Granica elastičnosti im je ispod 40 N/mm2.
Posebno mjesto među termoplastima za brtve i brtvila zauzima teflon. Njegove prednosti su velika kemijska stabilnost i postojanost na niskim i visokim temperaturama. Upotrebljiv je za brtvljenje na temperaturama koje vladaju u postrojenjima koja rade s tekućim zrakom i dušikom, kao i u onima s razmjerno visokim temperaturama od 250 do 280 °C. Općeniti nedostatak teflona, što se teško obrađuje, dolazi do izražaja i u ovom području primjene. Lakše se obrađuje srodni mu termoplast, takozvani hostaflon. On ima i bolja mehanička svojstva, ali je njegova kemijska postojanost manja. 
Važna svojstva grafita kao brtvila jesu njegova toplinska postojanost (do 800 °C) i kemijska otpornost, a i dobro antifrikcijsko djelovanje. Međutim, njegova ostala mehanička svojstva nisu povoljna. Kao samostalno brtvilo dobro se može upotrijebiti za brtvljenje spojeva s malom zračnošću među dosjednim površinama, naročito među navojima. 
Od ostalih materijala na bazi ugljika kao brtvila u obzir dolaze proizvodi dobiveni od usitnjenih tvari s velikim sadržajem ugljika i s pomoću različitih veziva (takozvani umjetni ugljeni). Oni imaju znatno veću čvrstoću, a ostala svojstva slična svojstvima grafita. Dosta se upotrebljavaju u izradi takozvanih samopodmazivih brtava.

## Vrste brtvljenja
Podjela područja brtvljenja može se izvesti s obzirom na to, da li se radi o brtvljenju dodirom (dodirnom brtvljenju) ili bez toga, da li se radi o brtvljenju spojeva s dijelovima koji se nalaze u relativnom mirovanju ili gibanju, ili kombinirajući ta dva načela. Zbog specifičnosti njegove funkcije, posebno je izdvojeno zaštitno brtvljenje, pa su u to uključeni i slučajevi primjene dodirnog brtvljenja među pokretnim dijelovima u takve svrhe i, iz istih razloga, još i čitavo područje bezdodirnog brtvljenja. Također je posebno izdvojeno i brtvljenje mjehovima i membranama, iako ono često ima samo zaštitnu funkciju. 
Brtvljenje među dijelovima koji miruju može se izvesti već navedenim mačinom bez brtava, uz prikladnu obradu dosjednih površina koja obuhvaća fino tokarenje, brušenje i lepanje. Prednosti takvog načina brtvljenja jesu mogućnost čestog rastavljanja i sastavljanja spojeva, pri čemu, kako nema brtve, nema ni mogućnosti njenog oštećivanja, niti opasnosti od međusobnog nepovoljnog djelovanja brtve i medija. Nedostatak ovog načina brtvenja jest potreba velikih steznih sila za sigurnost spoja. 
Još jedan način brtvljenja među mirujućim dijelovima bez posebno izrađenih brtava jest kitanje. Kitovi koji se pri tome upotrebljavaju kao brtvila mogu biti različitog sastava. Pri tome se često upotrebljavaju i različiti ulošci. 
Brtva izrađene za dodirno brtvljenje među dijelovima koji miruju mogu se podijeliti na plosnate, profilne i brtve za naglavke (kolčake). Zbog naročitih zahtjeva koje moraju zadovoljavati, brtve za visoke tlakove ili vakuume razmatraju se posebno. Sve ove brtve imaju prstenasti oblik. Izrađuju se u komadu ili sastavljaju od traka. Sastavljanje traka se upotrebljava za brtvljenje rastavljivih spojeva, uglavnom s pomoću prirubnica na cijevima, zatim spojeva aparata, spremnika (rezervoara) i slično.

### Brtve plosnatog oblika
Brtve plosnatog oblika ili plosnate brtve mogu biti takozvane meke, slojevite i tvrde. Najčešći materijal mekih brtava je guma, a sadrži i manje količine drugih tvari, kad to dopuštaju pogonske temperature, a traži se dobra prilagodljivost dosjednih površina. 
Osnovni materijal slojevitih brtava također je mekan i elastičan, ali one imaju uloške koje ih čine čvršćim, ili obloge koje ih čine kemijski postojanim. Kombinacija materijala kojima se to postiže vrlo su brojne. Jedna od takvih brtava s metalnom jezgrom i teflonskom oblogom. Takozvani kostur metalnih slojastih brtava, koji treba preuzeti mehanička opterećenja, izrađen je od metala i ispunjen brtvilom. 

### Profilne brtve
Profilne brtve su brtve koje se, kad su u neopterećenom stanju, dodiruju s brtvenim površinama samo na nekoj liniji. Pri upotrebi ovih brtava brtvene površine nastaju istom pri deformacijama koje su posljedica stezanja. Pri tome se razlikuju brtve koje se deformiraju elastično, one koje se deformiraju plastično, kao i one koje se deformiraju pretežno elastično, odnosno plastično. Također se razlikuju meke i tvrde profilne brtve. 

#### Meke profilne brtve
Meke profilne brtve (takozvani O-prstenovi) s elastičnim deformacijama su prstenovi od gume dobivene od različitih sintetskih kaučuka, već prema zahtjevima koji se postavljaju s obzirom na njihove toplinske postojanosti i prema tlakovima u pogonu. Zbog nestišljivosti gume za ispravnu ugradnju ovih brtava mora biti osiguran dovoljan prostor za deformaciju. Utori za njihovu ugradnju mogu imati različite oblike.

### Brtve za naglavke
Brtve za naglavke na cijevima razlikuju se već prema tome, da li spoj treba da bude elastičan ili krut. Za brtvljenje elastičnih spojeva kod cijevi s naglavcima upotrebljavaju se prstenaste gumene brtve, koje se pri ugradnji (montaži) utiskuju u kružni prostor između naglavka jedne i ravnog kraja druge cijevi. Ovo brtvljenje dopušta određenu kutnu pokretljivost dijelova u spoju i njihove male uzdužne pomake. 
Kruto spajanje cijevi s naglavcima danas se većinom izvodi kao nerastavljivo (zavarivanjem, lemljenjem, lijepljenjem). Pri tome brtvljenje ne dolazi u obzir. Međutim, rastavljivo kruto spajanje naglavcima uz primjenu brtvljenja zadržalo se u nekim slučajevima. Tako se, na primjer, vodovodne cijevi od sivog lijeva često brtve takozvanim podbijenim brtvama. One se obično sastoje od jutenih ili kudjeljnih pletenica natopljenih katranom, bitumenom ili lojem, utisnutih među stijenke naglavka i ravnog dijela cijevi, i olova (ili asfalta) s kojim su podbijene, odnosno zalivene s vanjske strane, da bi se održale pod pritiskom. Brtve se i plinske cijevi s naglavcima s navojem. Za to se upotrebljava brtvilo od kudjeljnog vlakna natopljeno minijumom ili kitom za brtvljenje.

### Brtvljenje vakuuma
Cilj brtvljenja spojeva uređaja i instalacija u kojima vlada vakuum jest da se spriječi štetno prodiranje zraka u njih. Za brtvljenje vakuuma do oko 98% mogu se upotrijebiti brtvila koja se upotrebljavaju i za brtvljenje pri tlakovima koja se upotrebljavaju i za brtvljenje pri tlakovima iznad atmosferskog, ako su ostali uvjeti jednaki. Pri tome dolaze u obzir plosnate i posebno profilirane brtve od elastičnih materijala. Najveće opterećenje gumenih profiliranih brtava za spojeve izložene djelovanju vakuuma, koji se često rastavljaju, ne treba prelaziti 2,5 N/mm2, dok se inače dopušta 4 N/mm2, zavisno od kakvoće gume. Jedan od načina brtvljenja pri još nižim tlakovima je pomoću brtvene tekućine.